# Bulbophyllum hatschbachianum
Bulbophyllum hatschbachianum är en orkidéart som beskrevs av E.C.Smidt och Eduardo Leite Borba. Bulbophyllum hatschbachianum ingår i släktet Bulbophyllum och familjen orkidéer. Inga underarter finns listade i Catalogue of Life.